# Fiere di Foggia
Tutte le fiere e le manifestazioni di Foggia, a eccezione della Fiera di Santa Caterina, si svolgono nel quartiere fieristico di Foggia .

## Fiere e Manifestazioni
Ecco un elenco delle fiere e manifestazioni di Foggia :
- Puglia Sposi: si svolge verso la metà di gennaio, ed è un salone dedicato all'abito da sposa.
- Fiera dell'antiquariato: si svolge alla fine di gennaio, ed è una fiera che tratta di antiquariato.
- Infotech: si svolge agli inizi di febbraio, ed è un salone dedicato alla tecnologia.
- Euro & Med Food: si svolge verso la fine di marzo ed è un salone sulle produzioni agroalimentari.
- Fiera internazionale dell'agricoltura: si svolge tra aprile e maggio una delle Fiere Internazionali più importanti di tutto il Meridione dedicata all'agricoltura, e a essa sono legate: 
  - Cunavisud: si svolge tra aprile e maggio ed è una fiera Nazionale dedicata alle attività cunicole.
  - Enol Sud: si svolge tra aprile e maggio ed è un salone Nazionale che tratta di vino.
  - Salone dell'olio dop: si svolge tra aprile e maggio ed è un salone dedicato all'olio. Durante questa manifestazione si assegna il Premio Daunia DOC.
- Sai: si svolge tra aprile e maggio ed è un salone dell'acqua e dell'irrigazione.
- Motorsud: si svolge tra maggio e giugno questo salone dedicato ai motori, specialmente alle auto, alle moto e alla nautica.
- Festival del Nerd: si svolge tra Maggio e Giugno e tratta temi come i Manga e la cultura Nerd
- Expo Bimbo: si svolge verso la metà di giugno, ed è un salone nazionale dedicato all'infanzia.
- Expo Moda: si svolge verso la fine di giugno, ed è un salone che tratta di abbigliamento.
- Fiera d'Ottobre Campionaria Nazionale: si svolge tra la fine di settembre e l'inizio di ottobre, è una fiera generale, che tratta di vari argomenti.
- Daunia Comics: si svolge tra la fine di settembre e l'inizio di ottobre, è dedicata al mondo dei videogiochi e dei cartoni animati
- Mostra dell'Artigianato Pugliese: si svolge tra la fine di settembre e l'inizio di ottobre, questa fiera è dedicata all'artigianato pugliese.
- Salone della Filatelia e Numismatica: si svolge tra la fine di settembre e l'inizio di ottobre, ed è una fiera dedicata alla filatelia, alla numismatica e al collezionismo.
- Marmosud: si svolge tra la fine di settembre e l'inizio di ottobre, ed è un salone dedicato al marmo e al granito.
- Salone Bioedilizia e Qualità dell'Abitare: si svolge tra la fine di settembre e l'inizio di ottobre, ed è un salone dedicato alla bioedilizia e alla qualità dell'abitare.
- Mostra Ornitologica Dauna: si svolge all'inizio di novembre e tratta di argomenti come l'ornitologia.
- Fiera di Santa Caterina: si svolge dal 23 al 25 novembre, ed è una delle fiere più antiche di Foggia.
- Foggia in fiore: si svolge a novembre, ed è una fiera dedicata ai fiori e alle piante da giardino.
- Zootecsud: si svolge a novembre contemporaneamente alla fiera "Foggia in fiore", ed è una fiera dedicata alla zootecnia.
- Energea: si svolge all'inizio di dicembre questa fiera dedicata all'energia e alle fonti rinnovabili.
- Esposizione internazionale canina: si svolge il 7 dicembre in fiera e mostra prodotti per la cinofilia.
- Sud's: si svolge a dicembre e parla di argomenti come il libro e l'editoria.
- Praesepia: si svolge il 20 e 21 dicembre, intorno a Natale, ed è una fiera incentrata sul presepe e le tradizioni natalizie.